# Phaenocarpa transsylvanica
Phaenocarpa transsylvanica är en stekelart som först beskrevs av Kiss 1927.  Phaenocarpa transsylvanica ingår i släktet Phaenocarpa och familjen bracksteklar. Inga underarter finns listade i Catalogue of Life.